# Appenzelloise barbue
Pour les articles homonymes, voir Appenzell (homonymie).
L'appenzelloise barbue ou poule d'Appenzell est une race de poule domestique suisse.

## Description
C'est une volaille de type fermier à deux fins, bonne pondeuse, au port altier, rustique et vive. Ses caractéristiques sont sa crête frisée et sa barbe. Originaire de Suisse, du canton d'Appenzell, où elle est élevée depuis 1860 environ. Elle est issue de différents croisements de poules fermières. Elle est reconnue parmi les 108 races de poule du British Poultry Standard.

### Standard
- Masse idéale : Coq : 2 à 2,3 kg ; Poule : 1,6 à 1, 8 kg
- Crête : frisée
- Oreillons : cachés par les favoris.
- Couleur des yeux : rouge-orangé / noire
- Couleur de la peau : blanche / jaune / noire
- Couleur des tarses :
- Variétés de plumage : noir, bleu andalou, doré-saumoné :
- Œufs à couver : min. 60 g, coquille blanche
- Diamètre des bagues : coq : 18 mm ; poule : 16 mm

### Source
- Le Standard officiel des volailles (Poules, oies, dindons, canards et pintades), édité par la Société centrale d'aviculture de France.